# Jacob Marrel
Jacob Marrel (Frankenthal, 1613 o 1614 – Francoforte sul Meno, 11 novembre 1681) è stato un pittore, disegnatore e incisore tedesco attivo a Utrecht durante il Secolo d'oro olandese, soprattutto con nature morte a tema floreale.

## Biografia
Nato a Frankental, si trasferì con la famiglia a Francoforte nel 1624, dove divenne un apprendista di Georg Flegel nel 1627 e fino al 1632. Attirato dagli alti prezzi con cui si vendevano i quadri di natura morta con fiori, Marrel studiò con Jan Davidsz. de Heem dal 1632 al 1650 in Utrecht, per poi ritornare a Francoforte dove sposò Johanna Sybilla Heim(ius), la vedova di Matthäus Merian, morto nel 1650. In seguito prese degli studenti sotto di sé, e Maria Sibylla Merian, figlia della moglie, divenne una rinomata pittrice di fiori e insetti, rivaleggiando con la pittrice Rachel Ruysch. Nel 1665 Maria Sibyla sposò Johann Andreas Graff, uno dei pupilli di Marrel.
Nel 1660 Marrel spese un altro periodo ad Utrecht, assieme al proprio studente Abraham Mignon che ivi si sposò e mise su casa. Questo presumibilmente fu il periodo in cui Maria Sibylla Merian fu introdotta alla pittura floreale olandese. Nel 1665 Marrel tornò in Germania, partecipando al matrimonio della figliastra a Norimberga. A Francoforte stabilì infine una propria scuola di pittura a tema floreale. Fu attivo come commerciante d'arte a Utrecht fino al 1669. Morì a Francoforte sul Meno nel 1681.
Marrel firmava le sue opere con Jacobus Marrellus Fecit.